# エイミー・ヘッカーリング
エイミー・ヘッカーリング（Amy Heckerling、1954年5月7日 - ）は、アメリカ合衆国の映画監督・脚本家・プロデューサー。

## 略歴
ブロンクス区出身。High School of Art and Designで学んだ後、ニューヨーク大学に入学。その後AFI Conservatoryでも学んだ。
ロサンゼルスのティーンエイジャーを描いた1982年の『初体験/リッジモント・ハイ』など、若者を主人公にしたコメディ作品を多く手掛けている。

## 主な監督作品
- 初体験/リッジモント・ハイ Fast Times at Ridgemont High (1982)
- 暗黒街の人気モノ/マシンガン・ジョニー Johnny Dangerously (1984)
- ナショナル・ランプーンズ・ヨーロピアン・ヴァケーション National Lampoon's European Vacatian (1985)
- ベイビー・トーク Look Who's Talking (1989)
- リトル★ダイナマイツ/ベイビー・トークTOO Look Who's Talking Too (1990)
- クルーレス Clueless (1995)[1]
- 恋は負けない Loser (2000)
- I Could Never Be Your Woman (2007)
- ゴシップガール （シーズン5〜ファイナル・シーズン） Gossip Girl (2011〜2012)
- マンハッタンに恋をして 〜キャリーの日記〜 The Carrie Diaries （シーズン1〜2） (2013～2014)